# Rajd Monte Carlo 2005

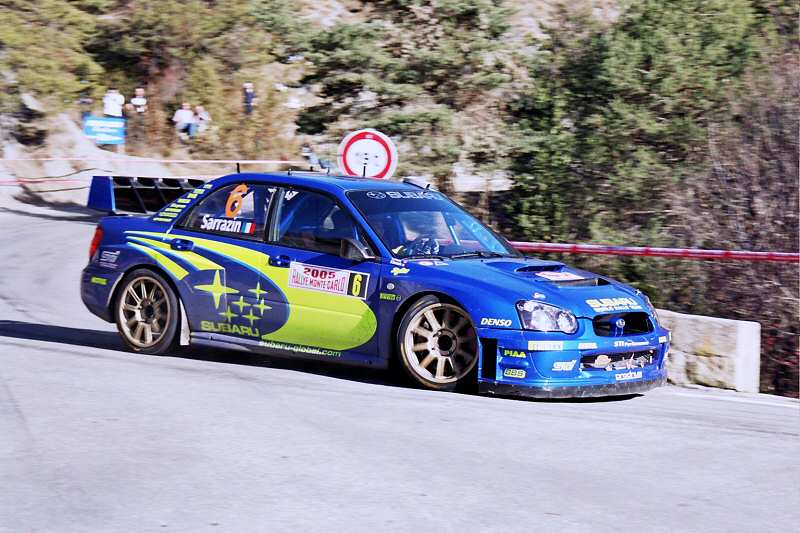
Stéphane Sarrazin podczas rajdu

Rajd Monte Carlo 2005 (73. Rallye Automobile de Monte-Carlo) – 73. edycja Rajdu Monte Carlo. Był to rajd samochodowy odbywający się od 21 do 23 stycznia 2005 roku na terenie Francji i Monaco. Składał się z 15 odcinków specjalnych rozegranych na asfalcie i śniegu. Baza imprezy była zlokalizowana w miejscowości Monako. Była to pierwsza runda rajdowych mistrzostw świata w roku 2005.

## Zwycięzcy odcinków specjalnych[1]
| Dzień      | OS   | Czas  | Nazwa                            | Długość  | Zwycięzca                                                                        | Czas    | Śred. prę. | Lider rajdu    |
| ---------- | ---- | ----- | -------------------------------- | -------- | -------------------------------------------------------------------------------- | ------- | ---------- | -------------- |
| 1 (21 Sty) | SS1  | 08:35 | Ilonse – Pierlas 1               | 22.93 km | Sébastien Loeb                                                                   | 17:18.6 | 79,5 km/h  | Sébastien Loeb |
| 1 (21 Sty) | SS2  | 09:50 | St. Antonin – Toudon 1           | 20.16 km | Marcus Grönholm                                                                  | 14:05.4 | 85,8 km/h  | Sébastien Loeb |
| 1 (21 Sty) | SS3  | 13:24 | Lantosque – Col de Braus 1       | 32.71 km | Sébastien Loeb                                                                   | 23:44.8 | 82,6 km/h  | Sébastien Loeb |
| 1 (21 Sty) | SS4  | 14:25 | Lantosque – Col de Braus 2       | 32.71 km | Sébastien Loeb                                                                   | 23:37.0 | 83,1 km/h  | Sébastien Loeb |
| 2 (22 Sty) | SS5  | 07:52 | Col de Braus – Lantosque         | 32.62 km | Sébastien Loeb                                                                   | 24:08.1 | 81,1 km/h  | Sébastien Loeb |
| 2 (22 Sty) | SS6  | 11:47 | Toudon – St. Antonin 1           | 19.52 km | Sébastien Loeb Alexandre Bengue                                                  | 13:38.8 | 85,8 km/h  | Sébastien Loeb |
| 2 (22 Sty) | SS7  | 12:22 | Pont Des Miolans – Les Sausses 1 | 28.41 km | Marcus Grönholm Petter Solberg Sébastien Loeb Alexandre Bengue Toni Gardemeister | 20:01.6 | 85,1 km/h  | Sébastien Loeb |
| 2 (22 Sty) | SS8  | 16:27 | Toudon – St. Antonin 2           | 19.52 km | Gilles Panizzi                                                                   | 13:44.9 | 85,2 km/h  | Sébastien Loeb |
| 2 (22 Sty) | SS9  | 17:02 | Pont Des Miolans – Les Sausses 2 | 28.41 km | Sébastien Loeb                                                                   | 20:09.4 | 84,6 km/h  | Sébastien Loeb |
| 3 (23 Sty) | SS10 | 07:47 | Col de Braus – Col de l’Orme 1   | 7.33 km  | Petter Solberg                                                                   | 5:40.8  | 77,4 km/h  | Sébastien Loeb |
| 3 (23 Sty) | SS11 | 08:11 | La Cabanette – Lantosque 1       | 19.52 km | Petter Solberg                                                                   | 13:36.1 | 86,1 km/h  | Sébastien Loeb |
| 3 (23 Sty) | SS12 | 08:49 | La Bollene Vesubie – Sospel 1    | 31.19 km | Roman Kresta                                                                     | 22:16.2 | 84,0 km/h  | Sébastien Loeb |
| 3 (23 Sty) | SS13 | 11:42 | Col de Braus – Col de l’Orne 2   | 7.33 km  | Marcus Grönholm                                                                  | 5:31.6  | 79,6 km/h  | Sébastien Loeb |
| 3 (23 Sty) | SS14 | 12:06 | La Cabanette – Lantosque 2       | 19.52 km | Sébastien Loeb                                                                   | 13:31.5 | 86,6 km/h  | Sébastien Loeb |
| 3 (23 Sty) | SS15 | 12:44 | La Bollene Vesubie – Sospel 2    | 31.19 km | Sébastien Loeb                                                                   | 21:40.4 | 86,3 km/h  | Sébastien Loeb |

## Klasyfikacja generalna[2]
| lp.     | kierowca             | pilot                    | samochód              | czas      | różnica  | grupa | pkt |
| ------- | -------------------- | ------------------------ | --------------------- | --------- | -------- | ----- | --- |
| 1.      | Sébastien Loeb       | Daniel Elena             | Citroën Xsara WRC     | 4:13:05.6 | 0.0      | A8 M  | 10  |
| 2.      | Toni Gardemeister    | Jakke Honkanen           | Ford Focus RS WRC     | 4:16:03.9 | 2:58.3   | A8 M  | 8   |
| 3.      | Gilles Panizzi       | Hervé Panizzi            | Mitsubishi Lancer WRC | 4:16:45.7 | 3:40.1   | A8 M  | 6   |
| 4.      | Markko Märtin        | Michael Park             | Peugeot 307 WRC       | 4:18:33.3 | 5:27.7   | A8 M  | 5   |
| 5.      | Markus Grönholm      | Timo Rautiainen          | Peugeot 307 WRC       | 4:20:39.4 | 7:33.8   | A8 M  | 4   |
| 6.      | Manfred Stohl        | Ilka Minor               | Citroën Xsara WRC     | 4:21:14.5 | 8:08.9   | A8    | 3   |
| 7.      | Harri Rovanperä      | Risto Pietiläinen        | Mitsubishi Lancer WRC | 4:21:34.9 | 8:29.3   | A8 M  | 2   |
| 8.      | Roman Kresta         | Jan Tománek              | Ford Focus RS WRC 04  | 4:22:23.7 | 9:18.1   | A8 M  | 1   |
| 9.      | Alexandre Bengué     | Caroline Escudero-Bengué | Škoda Fabia WRC       | 4:23:37.6 | +10:32.0 | A8 M  |     |
| JWRC    |                      |                          |                       |           |          |       |     |
| 1.(11.) | Kris Meeke           | Glenn Patterson          | Citroën C2 S1600      | 4:35:55.6 | 0.0      | A6    | 10  |
| 2.(12.) | Kosti Katajamäki     | Timo Alanne              | Suzuki Ignis S1600    | 4:36:10.1 | 14.5     | A6    | 8   |
| 3.(13.) | Alan Scorcioni       | Silvio Stefanelli        | Suzuki Ignis S1600    | 4:37:35.9 | 1:40.3   | A6    | 6   |
| 4.(15.) | Dani Sordo           | Marc Martí               | Citroën C2 S1600      | 4:38:22.1 | 2:26.5   | A6    | 5   |
| 5.(16.) | Luca Betti           | Giovanni Agnese          | Renault Clio S1600    | 4:39:19.2 | 3:23.6   | A6    | 4   |
| 6.(18.) | Per-Gunnar Andersson | Jonas Andersson          | Suzuki Ignis S1600    | 4:39:55.8 | 4:00.2   | A6    | 3   |
| 7.(19.) | Guy Wilks            | Phil Pugh                | Suzuki Ignis S1600    | 4:40:46.9 | 4:51.3   | A6    | 2   |
| 8.(20.) | Pavel Valoušek       | Pierangelo Scalvini      | Suzuki Ignis S1600    | 4:41:10.4 | 5:14.8   | A6    | 1   |

1. ↑  Litera M przy oznaczeniu grupy do której należy samochód oznacza, iż tylko ci kierowcy zdobywali punkty dla swoich zespołów liczonych w klasyfikacji producentów na koniec sezonu.

## Klasyfikacja po 1 rundzie
Tabele przedstawiają tylko pięć pierwszych miejsc.

### Kierowcy
| Lp. | Kierowca          | Pkt |
| --- | ----------------- | --- |
| 1   | Sébastien Loeb    | 10  |
| 2   | Toni Gardemeister | 8   |
| 3   | Gilles Panizzi    | 6   |
| 4   | Markko Märtin     | 5   |
| 5   | Marcus Grönholm   | 4   |

### Producenci
| Lp. | Producent                | Pkt |
| --- | ------------------------ | --- |
| 1   | Citroën Total            | 10  |
| 2   | BP Ford World Rally Team | 10  |
| 3   | Mitsubishi Motors        | 9   |
| 4   | Marlboro Peugeot Total   | 9   |
| 5   | Škoda Motorsport         | 1   |